# For Evigt (sang)
 For alternative betydninger, se For Evigt. (Se også artikler, som begynder med For Evigt)
"For Evigt" den anden single fra det danske heavy metalband Volbeats sjette studiealbum Seal the Deal & Let's Boogie, der udkom 3. juni 2016. Singlen blev udgivet den 29. april 2016 og er en duet mellem gruppens forsanger Michael Poulsen og Johan Olsen ligesom på "The Garden's Tale". Teksten er på dansk og engelsk. En udgave udelukkende på engelsk med Poulsen som eneste vokal bliver udgivet i Nordamerika og hedder "The Bliss".

## Baggrund
Sangen er skrevet af gruppens primære sangskriver Michael Poulsen. Den er indspillet i Hansen Studios med Jacob Hansen som producer, ligesom gruppens øvrige udgivelser.
Ifølge Poulsen handler sangen om at huske de gode ting i livet og fejre dem, da ingen ved om der er et liv efter døden.
Sangen er en duet mellem Poulsen og Johan Olsen fra Magtens Korridorer. Første gang Olsen samarbejdede med gruppen var på sangen" The Garden's Tale" på albummet Rock The Rebel / Metal The Devil fra 2007. Versene bliver sunget på engelsk, mens omkvædene bliver sunget på dansk. Ligesom ved deres første samarbejde er det Poulsen der synger de engelske tekster, mens Olsen synger de danske. En udgave af sangen udelukkende med engelsk tekst bliver inkluderet i den nordamerikanske udgave af albummet, hvor Poulsen synger hele teksten.
På sangen medvirker musikeren Rod Sinclair som spiller banjo. Han spillede ligeledes banjo på det foregående album, Outlaw Gentlemen & Shady Ladies fra 2013.

## Musikvideo
Der blev udgivet en musikvideo til sangen den 29. april 2016, som indeholder teksten. En tilsvarende udgave blev udgivet til "The Bliss" med den engelske tekst.

## Spor
| #  | Titel                        | Længde |
| -- | ---------------------------- | ------ |
| 1. | "For Evigt"                  | 4:43   |
| 2. | "The Devil's Bleeding Crown" | 3:59   |

## Medvirkende
- Michael Poulsen – vokal, guitar
- Rob Caggiano – leadguitar, rytmeguitar
- Jon Larsen – trommer
- Rod Sinclair – banjo

## Modtagelse
Ifølge Frank Thiessies fra det tyske musikmagasin Metal Hammer gjorde den danske tekst og den næsten operetteagtige tekst sangen til en midttempo rocksang. Thiesses skrev ligeledes at "brugen af banjo og de harmoniske baggrundsvokaler gør sangen folkloristisk i stil med Mumford & Sons". "For Evigt" var blandt musikmagasinet GAFFAs 11 essentielle sange fra maj måned 2016.
I august 2016 modtog nummeret platin.
Ved P3 Guld vandt "For Evigt" prisen "Årets lytterhit", der bliver stemt af radiostationens lyttere via SMS. Det er den fjerde af gruppens sange, der har modtaget denne pris, efter "The Gardens Tale" (2007), "Maybellene i Hofteholder" (2009) og "Fallen" (2011).
"For Evigt" modtog GAFFA-prisen 2016 for "Årets Danske Hit".
I april 2018 udgav Nordjyske en top 10 over de største danske hits nogensinde baseret på salgstal, hitlisteplaceringer, kunstnerkarrierer og stemmer fra lytterafstemningen på radionordjyske.dk, hvor "For Evigt" var nummer ni, som listens nyeste sang.

### Hitlister
| Hitliste (2016)                   | Højeste placering |
| --------------------------------- | ----------------- |
| Danmark (Track Top-40)            | 3                 |
| Finland (Suomen virallinen lista) | 70                |
| Sverige (Sverigetopplistan)       | 81                |
| Tyskland (Official German Charts) | 70                |
| Østrig (Ö3 Austria Top 40)        | 62                |